# Visitação (Gregório Lopes, Valverde)
Visitação é uma pintura a óleo sobre madeira de carvalho, da década de 1520, atribuida ao artista português do Renascimento Gregório Lopes (c. 1490-1550), obra que foi do Convento do Bom Jesus de Valverde e que está actualmente no Museu de Évora.
A Visitação de Gregório Lopes representa obviamente o episódio bíblico da visita de Maria, grávida de Jesus, à sua prima Isabel, que era muito mais velha e que estava igualmente perto de dar à luz João Baptista. Maria vai assegurar, constatando a gravidez miraculosa de sua prima, da veracidade da mensagem do anjo.
A Gregório Lopes é atribuida a criação ou colaboração em três outras versões da Visitação (todas em Galeria), uma proveniente da Igreja do Espírito Santo, em Évora, e que está actualmente também no Museu de Évora, outra que pertencia ao Retábulo do Paraíso e outra ainda proveniente do extinto Convento de S. Bento, estando as duas últimas atualmente no MNAA.

## Descrição
Maria que se encontra no centro da composição trajando um vestido azul e coberta por um longo manto também azul, volta o rosto, de olhos baixos, em direcção do espectador, tendo uma auréola a rodear a cabeça. Isabel, que tem na cabeça um manto branco e uma auréola que mostra a sua condição de santa, vestida de vermelho, ajoelha-se perante sua prima para quem volta o rosto. Do lado esquerdo, por detrás de Maria, estão dois anjos de longas túnicas claras e, do lado direito, por detrás de Isabel, duas mulheres, presenciam a cena. Por detrás destas uma porta de entrada na cidade e, do lado oposto, algumas árvores constituem o fundo da obra.

## História
A pintura pertenceu à colecção de Frei Manuel do Cenáculo e, depois, da Biblioteca Pública de Évora, tendo sido transferida para o Museu de Évora em 1 de Maio de 1915. A pintura tem sido atribuida a "Gregório Lopes ou ao seu círculo de influência" como refere Manuel Branco no seu estudo sobre as pinturas deste pintor para o Convento do Bom Jesus de Valverde, devendo situar-se a sua realização na década de 1520, atendendo ao formulário a que a pintura está presa.

## Galeria

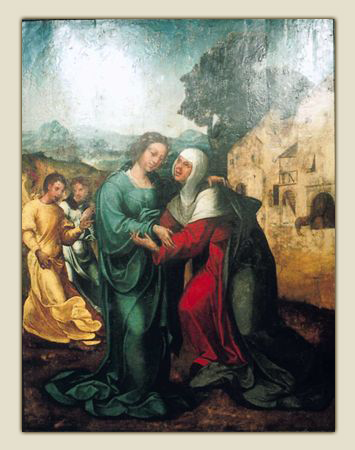
Visitação (c. 1525-1550), de Gregório Lopes, proveniente da Igreja do Espírito Santo (Évora), actualmente no Museu de Évora.
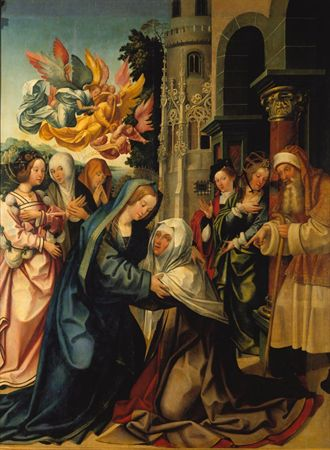
Visitação (c. 1520), de Gregório Lopes e Jorge Leal, proveniente do Convento de São Bento, actualmente no MNAA.
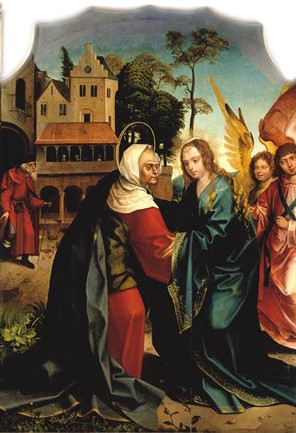
Visitação (década de 1520), de Gregório Lopes, proveniente do Retábulo do Paraíso, actualmente no MNAA.

### Ligação externa
- Página oficial do Museu de Évora